# Silent Night, Deadly Night 4: Initiation
Silent Night, Deadly Night 4: Initiation è un film diretto e sceneggiato da Brian Yuzna. Il film è stato girato a Los Angeles.

## Trama
Kim Levitt è un'aspirante giornalista che lavora per il quotidiano Los Angeles Eye come editore di annunci economici. Il suo capo, Eli, sembra concedere una pausa a tutti gli uomini nel suo ufficio, incluso il suo ragazzo Hank. Quando una donna viene trovata morta sul marciapiede, ridotta in cenere per metà in un apparente caso di combustione umana spontanea, Kim decide di portare avanti la storia da sola senza l'approvazione di Eli. Mentre indaga, incontra Fima, la proprietaria di una libreria usata il cui negozio si trova nell'edificio da cui la donna è saltata. In regalo, Fima offre a Kim un libro sul femminismo e l'occulto.
La vigilia di Natale, quest'ultima trascorre la serata con la famiglia di Hank. Il padre di Hank fa commenti sprezzanti sul fatto che Kim sia ebrea. Più tardi nel suo appartamento, quest'ultima inizia a leggere il libro che Fima le ha dato e trova un capitolo su "Il fuoco di Lilith " raffigurante una donna avvolta dalle fiamme. Il giorno successivo, Kim arriva a un picnic a cui Fima l'ha invitata, dove incontra Katherine Harrison, una vecchia che si autodefinisce vecchia, e la giovane Jane Yanana. Le raccontano di Lilith, la prima moglie di Adam e lo "spirito di tutto ciò che striscia".
In ufficio, Eli, invece di essere arrabbiata per la mancanza di lavoro a Kim, le lascia ufficialmente raccontare la storia della combustione spontanea. Quel pomeriggio, Kim decide di visitare l'appartamento di Fima per farle altre domande. Fima le serve una tazza di tè, cosa che fa venire la nausea a Kim. Fima racconta a Kim di sua figlia Lilith. Fima le offre un appuntamento Kim mangia che secondo la sua immaginazione sembra uno scarafaggio e sviene.
Si sveglia circondata da Jane, Fima, Katherine e Li. Eseguono un rituale su Kim: Ricky e Fima aprono un topo vivo su di lei e inseriscono una larva gigante nella vagina di Kim. Emerge dalla sua bocca come uno scarafaggio adulto, gigante e multi-segmentato; Kim vomita. Ricky taglia il topo a metà e ne gocciola le viscere sulla faccia di Kim. Kim si sveglia più tardi completamente vestita, ancora nell'appartamento di Fima. Si precipita a casa, terrorizzata, e trova Hank, che è in grado di calmarla. Ricky quindi entra nell'appartamento e pugnala a morte Hank. Kim riesce a rispondere al suo telefono che squilla durante il combattimento e urla alla sua collega Janice di aiutarla. Ricky cattura Kim e la lega. Janice arriva, ma non aiuta Kim. Invece, ammonisce Ricky per il pasticcio e gli dice di portare Kim direttamente a Fima.
Ricky rinchiude Kim nell'armadietto della carne in un negozio di una macelleria accanto alla libreria di Fima, dove sviene di nuovo. Quando si sveglia, è circondata dall'intero culto. Ricky, indossando una maschera fallica, violenta Kim. Kim si risveglia da solo nell'armadietto della carne; le sue dita si legano in un nodo. Poi prova un dolore incredibile mentre le sue gambe si legano in una coda simile a un insetto. Kim sviene un'altra volta, dove si sveglia nell'armadietto della carne mentre Jo apre la porta. Libera le sue gambe da una fragile sostanza simile a un bozzolo e la copre meglio che può. Jo le dice che è stata iniziata e che dovrebbe andarsene.
Kim porta un poliziotto, il detective Burt, nel suo appartamento. Lì, tutto è immacolato e non c'è traccia del corpo di Hank. Alla festa di Natale del suo ufficio, Eli afferma che Hank è assente per un incarico. Janice è lì e la accoglie in famiglia. Furioso e confuso, Kim si precipita fuori dall'ufficio e cammina sul marciapiede. Nota che Ricky la segue e si infila in una stanza di un motel. I suoi piedi iniziano a diventare dolorosamente caldi. Si tuffa nella doccia, ma continuano a prendere fuoco. Ricky entra nella stanza e, dolorante, Kim accetta di rapire il fratello adolescente di Hank, Lonnie, per completare l'iniziazione. Egli lo attira fuori di casa e Ricky uccide i genitori di Hank strangolandoli con le luci di Natale, quindi dando fuoco alla casa.
Sul tetto dell'edificio, a Kim viene chiesto di pugnalare Lonnie; invece, pugnala Fima. Con rabbia, Fima estrae il coltello dal suo stomaco e pugnala Ricky che ha cercato di impedirle di pugnalare Kim. Una larva gigante si nutre di Ricky, mentre le gambe di Kim iniziano a scaldarsi. Le mani di quest'ultima si annodano ancora una volta, poi iniziano a prendere fuoco. Kim poi pugnala le sue mani fuse nella ferita di Fima. Questo trasferisce la maledizione di Lilith a Fima, e quest'ultima si butta dal tetto proprio come aveva fatto sua figlia e muore.

## Riferimenti ad altri film
- Ricky indossa una maschera col naso fallico quasi identica a quella indossata da Alex in Arancia meccanica.
- In una scena Ricky guarda alla televisione il precedente capitolo della saga, Silent Night, Deadly Night 3: Better Watch Out!

## Sequel
Il film ha avuto un sequel nel 1992.